# ریچارد هاوس
ریچارد هاوس (انگلیسی: Richard Hawes; ۶ فوریهٔ ۱۷۹۷ – ۲۵ مهٔ ۱۸۷۷) سیاست‌مدار، وکیل، و قاضی اهل ایالات متحده آمریکا بود. او نماینده ایالات متحده از کنتاکی بود. برادر، عمو و پسر عموی او نیز از نمایندگان ایالات متحده بودند و نوه او هری بی. هاوس عضو هیئت سنای ایالات متحده آمریکا بود.